# Sayama Shimpei
Shimpei Sayama (sinh ngày 4 tháng 5 năm 1987) là một cầu thủ bóng đá người Nhật Bản.

## Sự nghiệp câu lạc bộ
Shimpei Sayama đã từng chơi cho Vegalta Sendai.